# Mort aux cons (roman)
Mort aux cons est un roman de Carl Aderhold paru en 2007 chez Hachette et vendu à 50 000 exemplaires.

## Résumé
Un jour, le héros de ce roman découvre sa vocation : débarrasser le monde des cons. Écrit sous la forme d'un manifeste, ce livre nous explique comment notre homme mène son action, en ayant tué 140 cons.

## Adaptation
Une adaptation du roman en bande dessinée est réalisée par Éric Corbeyran et Alexis Saint Georges en 2022.